# Wevelgemtunnel
De Wevelgemtunnel is een autotunnel in Wevelgem. Hij is een onderdeel van de autostrade A17/E403. De tunnel werd in 1977 geopend en ligt onder de terreinen en onder de landingsbaan van de Internationale luchthaven Kortrijk-Wevelgem.
De tunnel heeft een lengte van 470 m en telt 2 x 3 rijstroken.